# 重庆市南川中学校
重慶市南川中學校，簡稱南川中学，位于重庆市南川区，有校本部、初中部、东胜校区三个校区，是原四川省重点中学之一，也是重庆市首批重点中学。学校创建于1940年，现总占地面积248亩，学生8264人，教职工546人。

## 历史沿革
- 1940年，南川中学成立
- 1958年，南川中学被确定为涪陵地区示范校
- 1980年，学校成为原四川省第一批重点中学
- 1997年，四川省南川中学校更名为重庆市南川中学校。[2]

## 校园文化
- 校训：崇德笃行，励志博学。
- 学风：勤学、多思、尊师、自强。[3]